# Ewokerna
Ewokerna (engelska: Ewoks) är en kanadensisk-amerikansk tecknad TV-serie i 35 avsnitt, ursprungligen sänd i ABC 7 september 1985–13 december 1986.  Den producerades av animationsstudion Nelvana och George Lucas filmbolag Lucasfilm. Serien är en spinoff från den första Stjärnornas krig-trilogin, och handlar om ewokerna, en ras små pälsklädda varelser som lever i primitiva klansamhällen, och som först syntes i filmen Jedins återkomst.
Delar av serien gavs ut svenskdubbad på VHS i slutet av 1980-talet och visades nattetid på TV 4 under åren 1995–1996 – då i odubbad version under originaltiteln.

### Fotnoter
1. ↑  http://sawol.tripod.com/ewok1.html
2. 1 2  http://sawol.tripod.com/ewok2.html
3. ↑  ”Ewoks” (på engelska). TV Com. Arkiverad från originalet den 29 augusti 2015. https://web.archive.org/web/20150829012306/http://www.tv.com/shows/ewoks/. Läst 14 augusti 2015.
4. ↑  ”Ewokerna typ:film-video”. Svensk mediedatabas. http://smdb.kb.se/catalog/search?q=Ewokerna+typ%3Afilm-video&sort=OLDEST. Läst 14 augusti 2015.